# Mistrzostwa Polski Seniorów w Lekkoatletyce 1980

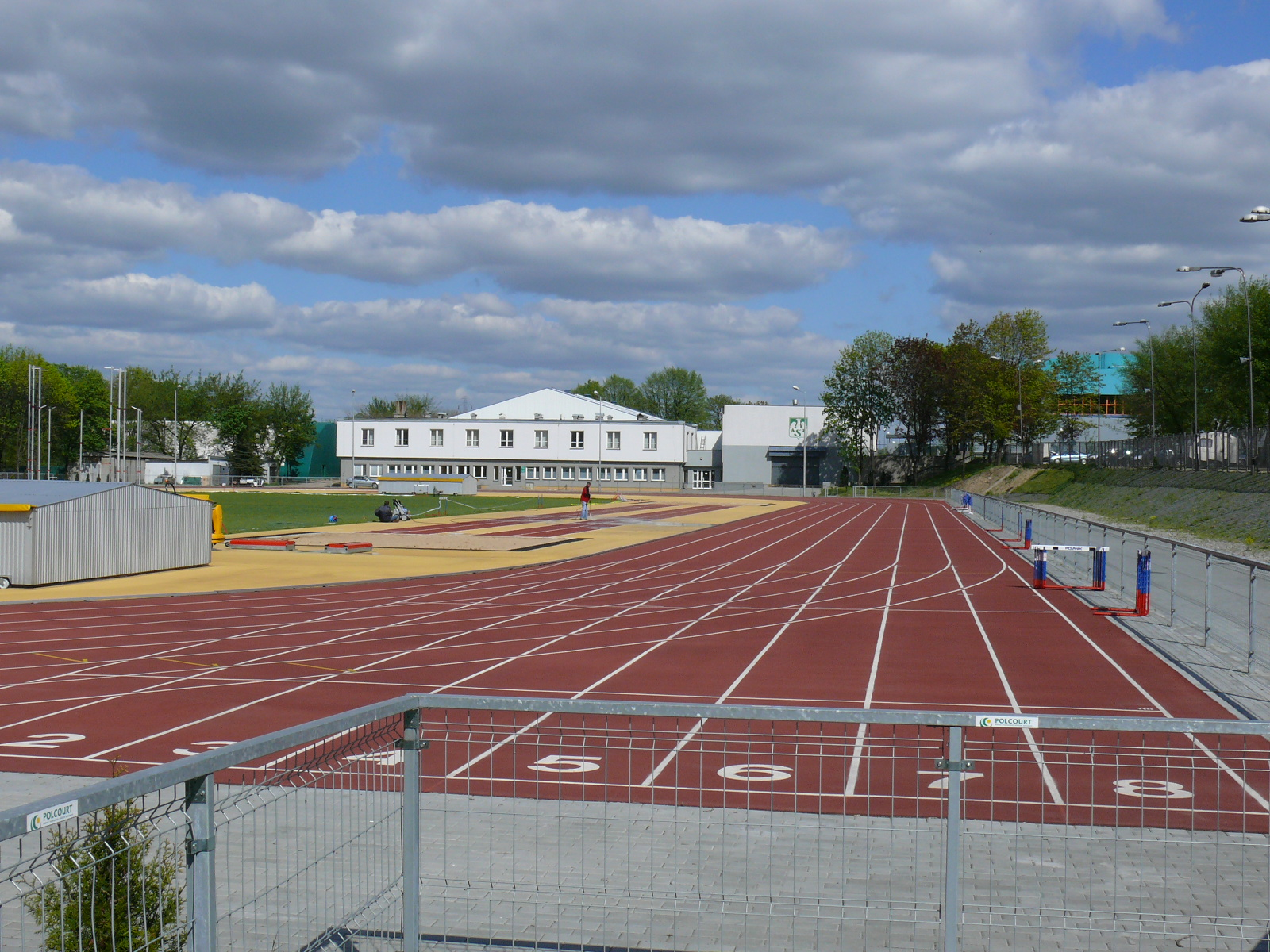
Główny stadion lekkoatletyczny AZS Łódź

56. Mistrzostwa Polski Seniorów w Lekkoatletyce – zawody, które rozgrywane były w Łodzi na stadionie AZS Łódź między 29 a 31 sierpnia 1980.

## Rezultaty
| NR – rekord Polski \| SB – najlepszy wynik w sezonie \| PB – rekord życiowy |

### Mężczyźni
| Konkurencja:                  | 1. miejsce                                                                        | Rezultat  | 2. miejsce                                                                      | Rezultat  | 3. miejsce                                                                          | Rezultat  |
| Bieg na 100 m                 | Marian Woronin Legia Warszawa                                                     | 10,21     | Leszek Dunecki AZS Warszawa                                                     | 10,33     | Krzysztof Zwoliński Victoria Racibórz                                               | 10,50     |
| Bieg na 200 m                 | Leszek Dunecki AZS Warszawa                                                       | 20,59     | Zenon Licznerski Legia Warszawa                                                 | 20,90     | Czesław Wróblewski Chemik Kędzierzyn                                                | 21,31     |
| Bieg na 400 m                 | Adam Starostka AZS Kraków                                                         | 46,79     | Andrzej Stępień Flota Gdynia                                                    | 47,07     | Jerzy Pietrzyk Gwardia Warszawa                                                     | 47,09     |
| Bieg na 800 m                 | Marian Gęsicki Zawisza Bydgoszcz                                                  | 1:49,62   | Stanisław Rzeźniczak Lechia Tomaszów Mazowiecki                                 | 1:49,72   | Ryszard Ostrowski AZS Poznań                                                        | 1:49,74   |
| Bieg na 1500 m                | Włodzimierz Matosz Oleśniczanka                                                   | 3:43,61   | Jan Pawliński Żeglina Sieradz                                                   | 3:43,74   | Leszek Witkowski AZS Wrocław                                                        | 3:43,78   |
| Bieg na 5000 m                | Ryszard Kopijasz Górnik Brzeszcze                                                 | 13:54,42  | Eugeniusz Stacha ROW Rybnik                                                     | 13:54,93  | Wiktor Sawicki Wawel Kraków                                                         | 13:58,32  |
| Bieg na 10 000 m              | Ryszard Kopijasz Górnik Brzeszcze                                                 | 29:10,99  | Daniel Jańczuk Śląsk Wrocław                                                    | 29:11,51  | Eugeniusz Stacha ROW Rybnik                                                         | 29:12,75  |
| Bieg na 110 m przez płotki    | Jan Pusty Orkan Poznań                                                            | 13,74     | Andrzej Lubas Hutnik Kraków                                                     | 14,20     | Przemysław Siciński ŁKS Łódź                                                        | 14,21     |
| Bieg na 400 m przez płotki    | Ryszard Szparak Gwardia Olsztyn                                                   | 50,48     | Krzysztof Węglarski AZS Łódź                                                    | 50,68     | Leszek Rzepakowski Skra Warszawa                                                    | 50,81     |
| Bieg na 3000 m z przeszkodami | Bronisław Malinowski Olimpia Grudziądz                                            | 8:24,80   | Bogusław Mamiński Oleśniczanka                                                  | 8:25,26   | Krzysztof Wesołowski Śląsk Wrocław                                                  | 8:31,67   |
| Sztafeta 4 × 100 m            | Legia Warszawa Marian Woronin Zenon Licznerski Dariusz Kołodziejak Dariusz Nawrot | 40,21     | Górnik Zabrze Bogdan Grzejszczak Jerzy Baszun Henryk Stroniewski Janusz Echaust | 40,63     | AZS Warszawa Zdzisław Mioduszewski Jarosław Jarząbek Leszek Dunecki Piotr Pawłowicz | 40,68     |
| Sztafeta 4 × 400 m            | Flota Gdynia Andrzej Stępień Grzegorz Rembelski Jerzy Konarski Waldemar Rywelski  | 3:11,81   | Gwardia Warszawa Zbigniew Tomczok Henryk Galant Maciej Moder Jerzy Pietrzyk     | 3:11,93   | AZS Wrocław Ryszard Brajer Maciej Lorens Janusz Kukieła Krzysztof Misiołek          | 3:13,64   |
| Chód na 20 km                 | Bohdan Bułakowski Skra Warszawa                                                   | 1:28:13,2 | Grzegorz Ledzion Flota Gdynia                                                   | 1:30:16,0 | Jarosław Kaźmierski Skra Warszawa                                                   | 1:31:39,1 |
| Skok wzwyż                    | Jacek Wszoła AZS Warszawa                                                         | 2,22      | Dariusz Biczysko Lubtour Zielona Góra                                           | 2,20      | Janusz Trzepizur Chemik Kędzierzyn                                                  | 2,17      |
| Skok o tyczce                 | Zbigniew Matyka Lechia Gdańsk                                                     | 5,25      | Marian Kolasa Bałtyk Gdynia                                                     | 5,15      | Wojciech Głuchowski Flota Gdynia                                                    | 5,15      |
| Skok w dal                    | Stanisław Jaskułka AZS Warszawa                                                   | 8,01      | Andrzej Klimaszewski Bałtyk Gdynia                                              | 7,94      | Zbigniew Matoga Górnik Zabrze                                                       | 7,74      |
| Trójskok                      | Zdzisław Sobora Olimpia Poznań                                                    | 16,16     | Zdzisław Mioduszewski AZS Warszawa                                              | 16,13     | Zbigniew Wojciechowski AZS Gdańsk                                                   | 16,02     |
| Pchnięcie kulą                | Edward Sarul Górnik Zabrze                                                        | 19,51     | Janusz Gassowski Zawisza Bydgoszcz                                              | 19,31     | Mieczysław Kropelnicki Bałtyk Gdynia                                                | 19,28     |
| Rzut dyskiem                  | Stanisław Wołodko Zawisza Bydgoszcz                                               | 62,88     | Dariusz Juzyszyn AZS Wrocław                                                    | 62,54     | Tadeusz Majewski Śląsk Wrocław                                                      | 58,36     |
| Rzut młotem                   | Leszek Woderski AZS Poznań                                                        | 72,04     | Ireneusz Golda Orkan Poznań                                                     | 71,62     | Mariusz Tomaszewski Górnik Zabrze                                                   | 69,98     |
| Rzut oszczepem                | Dariusz Adamus Śląsk Wrocław                                                      | 85,00     | Bernard Werner Bałtyk Gdynia                                                    | 78,18     | Stanisław Górak Lechia Gdańsk                                                       | 77,24     |
| Dziesięciobój                 | Janusz Szczerkowski Bałtyk Gdynia                                                 | 7887 pkt. | Marek Kubiszewski AZS Wrocław                                                   | 7808 pkt. | Leszek Smajdor Chemik Kędzierzyn                                                    | 7637 pkt. |

### Kobiety
| Konkurencja:               | 1. miejsce                                                                     | Rezultat     | 2. miejsce                                                                    | Rezultat  | 3. miejsce                                                                        | Rezultat  |
| Bieg na 100 m              | Zofia Bielczyk Polonia Warszawa                                                | 11,58        | Elżbieta Stachurska ŁKS Łódź                                                  | 11,59     | Bożena Pająk Legia Warszawa                                                       | 11,85     |
| Bieg na 200 m              | Zofia Bielczyk Polonia Warszawa                                                | 23,90        | Ewa Kasprzyk Olimpia Poznań                                                   | 24,21     | Barbara Cieśluk Legia Warszawa                                                    | 24,52     |
| Bieg na 400 m              | Małgorzata Dunecka Start Lublin                                                | 53,18        | Grażyna Oliszewska Lubtour Zielona Góra                                       | 54,01     | Elżbieta Katolik Wisła Kraków                                                     | 54,34     |
| Bieg na 800 m              | Jolanta Januchta Gwardia Warszawa                                              | 1:59,89      | Anna Bukis Skra Warszawa                                                      | 2:02,12   | Brygida Brzęczek Piast Gliwice                                                    | 2:04,79   |
| Bieg na 1500 m             | Anna Bukis Skra Warszawa                                                       | 4:10,12      | Stanisława Fedyk Śląsk Wrocław                                                | 4:16,32   | Ewa Szydłowska Piast Gliwice                                                      | 4:16,76   |
| Bieg na 3000 m             | Ewa Szydłowska Piast Gliwice                                                   | 9:16,95 SB   | Wanda Panfil Lechia Tomaszów Mazowiecki                                       | 9:18,23   | Zofia Czerepińska Bałtyk Gdynia                                                   | 9:19,20   |
| Bieg na 100 m przez płotki | Grażyna Rabsztyn Gwardia Warszawa                                              | 12,67        | Lucyna Langer GKS Tychy                                                       | 12,82     | Elżbieta Rabsztyn Gwardia Warszawa                                                | 13,10     |
| Bieg na 400 m przez płotki | Barbara Kwietniewska Łysogóry Kielce                                           | 58,18 SB     | Elżbieta Katolik Wisła Kraków                                                 | 58,58     | Anna Maniecka AZS Kraków                                                          | 59,48     |
| Sztafeta 4 × 100 m         | Legia Warszawa Bożena Pająk Barbara Cieśluk Elżbieta Lis Grażyna Zwierzchowska | 46,37        | Start Lublin Ewa Rybak Danuta Jędrejek Halina Sobczyszczak Danuta Niedzielska | 46,97     | AZS Wrocław Bożena Stefańko Krystyna Alończyk Wanda Chachuła Małgorzata Gąsior    | 47,15     |
| Sztafeta 4 × 400 m         | AZS Wrocław Ewa Głódź Beata Niedzielska Anna Rybicka Ewa Dębska                | 3:38,22      | Skra Warszawa Jadwiga Paśniewska Katarzyna Sieradzka Anna Bukis Ewa Piasek    | 3:39,25   | Start Lublin Lidia Demucha Danuta Jędrejek Halina Sobczyszczak Małgorzata Dunecka | 3:40,56   |
| Skok wzwyż                 | Urszula Kielan Gwardia Warszawa                                                | 1,93         | Elżbieta Krawczuk AZS Białystok                                               | 1,93      | Elżbieta Chludzińska Gwardia Olsztyn                                              | 1,80      |
| Skok w dal                 | Barbara Wojnar Resovia                                                         | 6,55         | Anna Włodarczyk AZS Warszawa                                                  | 6,42      | Teresa Marciniak Włókniarz Aleksandrów                                            | 6,30      |
| Pchnięcie kulą             | Ludwika Chewińska Gwardia Warszawa                                             | 16,95        | Bożena Wojciekian AZS Wrocław                                                 | 15,88     | Danuta Gwardecka Gwardia Warszawa                                                 | 15,10     |
| Rzut dyskiem               | Danuta Majewska Śląsk Wrocław                                                  | 58,46        | Danuta Gwardecka Gwardia Warszawa                                             | 56,82     | Ewa Siepsiak Śląsk Wrocław                                                        | 55,02     |
| Rzut oszczepem             | Bernadetta Blechacz Lechia Gdańsk                                              | 55,46        | Maria Jabłońska Orkan Poznań                                                  | 52,64     | Renata Kostrzewska Lechia Gdańsk                                                  | 52,06     |
| Siedmiobój                 | Małgorzata Guzowska Gwardia Warszawa                                           | 5829 pkt. NR | Beata Zdanowska Hutnik Kraków                                                 | 5289 pkt. | Anna Bubała Górnik Zabrze                                                         | 5238 pkt. |

## Biegi przełajowe
52. mistrzostwa Polski w biegach przełajowych rozegrano 22 marca w Burzeninie. Kobiety rywalizowały na dystansie 2,5 kilometra i 5 kilometrów, a mężczyźni na 7 km i na 14 km.

### Mężczyźni
| Konkurencja:            | 1. miejsce                   | Rezultat | 2. miejsce                  | Rezultat | 3. miejsce                    | Rezultat |
| Bieg przełajowy (7 km)  | Daniel Jańczuk Śląsk Wrocław | 18:38,3  | Eugeniusz Stacha ROW Rybnik | 18:42,3  | Jan Pawliński Żeglina Sieradz | 18:45,5  |
| Bieg przełajowy (14 km) | Kazimierz Bąk Flota Gdynia   | 37:47,1  | Jerzy Finster Górnik Zabrze | 37:94,8  | Henryk Nogala Oleśniczanka    | 38:09,5  |

### Kobiety
| Konkurencja:             | 1. miejsce                              | Rezultat | 2. miejsce                           | Rezultat | 3. miejsce                              | Rezultat |
| Bieg przełajowy (2,5 km) | Renata Kokowska Orzeł Wałcz             | 8:12,1   | Stanisława Fedyk Śląsk Wrocław       | 8:25,4   | Wanda Panfil Lechia Tomaszów Mazowiecki | 8:29,6   |
| Bieg przełajowy (5 km)   | Bronisława Ludwichowska Gwardia Olsztyn | 16:01,4  | Gabriela Górzyńska Zawisza Bydgoszcz | 16:23,2  | Krystyna Wierkowicz KS Olkusz           | 16:28,9  |

## Półmaraton
Półmaraton mężczyzn odbył się 5 kwietnia w Brzeszczach. Rywalizowano na dystansie 20 kilometrów.
| Konkurencja: | 1. miejsce                       | Rezultat  | 2. miejsce                        | Rezultat  | 3. miejsce                     | Rezultat  |
| Półmaraton   | Andrzej Jarosiewicz Wawel Kraków | 1:00:24,8 | Ryszard Kopijasz Górnik Brzeszcze | 1:00:26,4 | Jerzy Finster Górnik Brzeszcze | 1:00:28,4 |

## Maraton
Maratończycy (tylko mężczyźni) rywalizowali 27 kwietnia w Dębnie.
| Konkurencja: | 1. miejsce                      | Rezultat | 2. miejsce                        | Rezultat | 3. miejsce                       | Rezultat |
| Maraton      | Zbigniew Pierzynka Wisła Kraków | 2:13:30  | Ryszard Marczak Zawisza Bydgoszcz | 2:13:35  | Andrzej Sajkowski Legia Warszawa | 2:13:38  |

## Chód na 50 km
Zawody mistrzowskie w chodzie na 50 kilometrów mężczyzn rozegrano 20 kwietnia w Gdyni.
| Konkurencja:  | 1. miejsce                     | Rezultat | 2. miejsce                     | Rezultat | 3. miejsce                      | Rezultat |
| Chód na 50 km | Feliks Śliwiński Lechia Gdańsk | 4:07:00  | Krzysztof Drajski Flota Gdynia | 4:17:21  | Stanisław Korneluk Flota Gdynia | 4:20:05  |

## Chód na 5000 m
Pierwsze w historii mistrzostwa w chodzie na 5000 metrów kobiet rozegrano 1 czerwca w Katowicach.
| Konkurencja:   | 1. miejsce                      | Rezultat | 2. miejsce                       | Rezultat | 3. miejsce                       | Rezultat |
| Chód na 5000 m | Katarzyna Figurowska MKS Gdańsk | 28:13,4  | Małgorzata Garboś MKS Tarnobrzeg | 28:21,4  | Celina Dabińska Górnik Wałbrzych | 28:52,4  |